# سيكامين

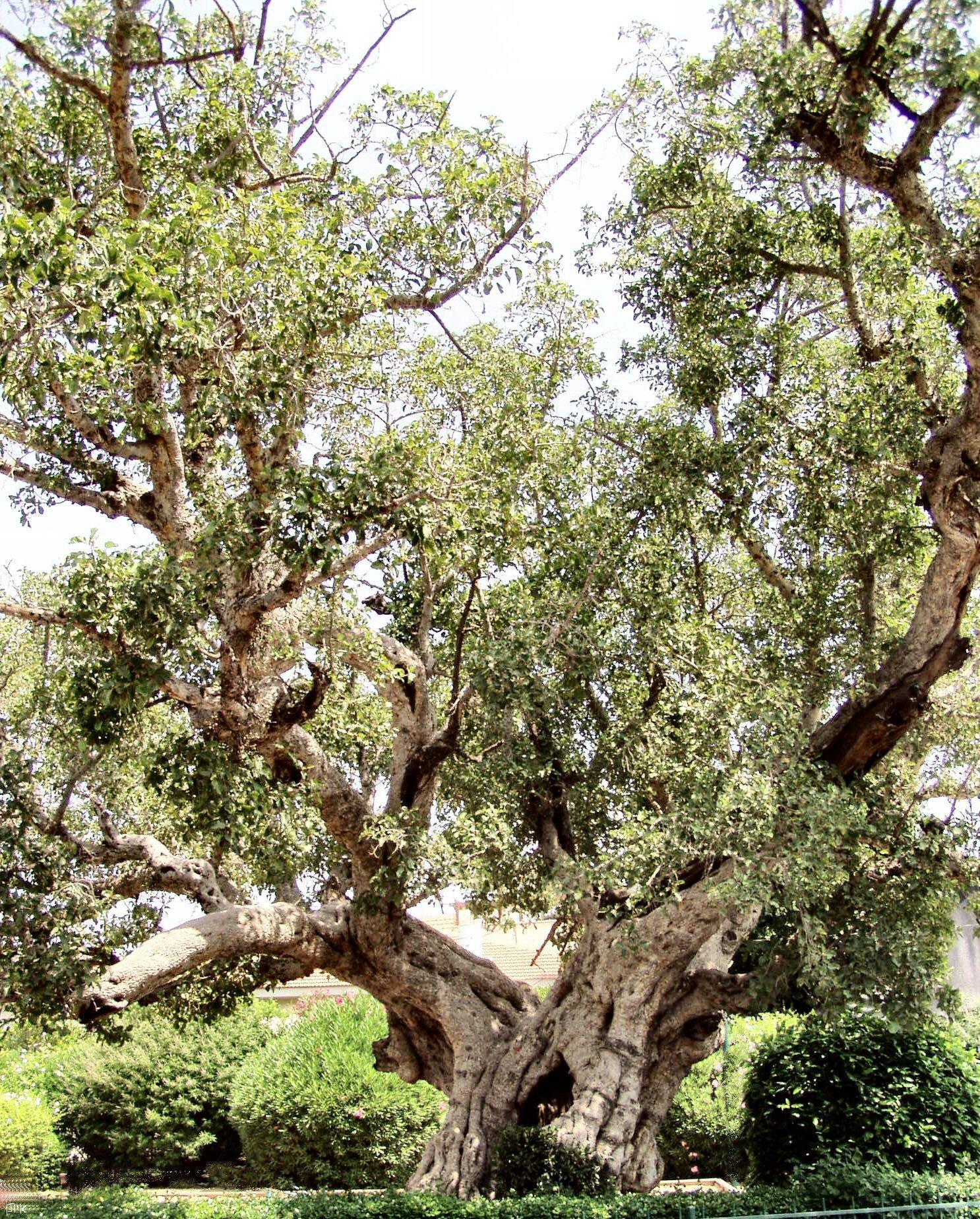
شجرة سيكامين في أرض فلسطين

السيكامين ((باليونانية: συκάμινος)‏ sykaminοs) هي شجرة مذكورة في الأدب الكلاسيكي العبري (إشعياء 9:10; ميشنا الدمائي 1:1, وغيرها) وفي الأدب اليوناني. تعرف الشجرة أيضًا باسم شجرة التين السيكاموري (جميز) وتين المور (fig-mulberry). يظهر أيضًا في لوقا 17:6 و19:4 من الكتاب المقدس المسيحي. الكلمة العبرية للشجرة هي شيكمة (جمعها شيكمين) ((بالعبرية: שקמה‏))، شيكمين (جمعها شيكمان) ((بالعبرية: שקמין‏))، حيث تقريبًا نفس الصوتيات في اليونانية (συκομορέα sykomorea) هناك من يعتبر أن الشجرة هي شجرة التوت، موجودة في نوعين، التوت الأسود (Morus nigra) والتوت الأبيض (Morus alba)، والتي تنتشر في فلسطين. وهي في نفس العائلة التي ينتمي إليها شجرة التين.
الطوب قد سقط، ولكننا سنبني بالحجارة المقطوعة. السيكامين قد قُطعت، لكننا سنضع أشجار الأرز محلها.
كانت الأشجار منتشرة جدًا في الماضي على طول المناطق المنخفضة والسهول الساحلية في أرض فلسطين. خلال الفترة الهيكلية الثانية، نمت أشجار التين السيكامورية في أريحا، ولكن عندما يمر الأشخاص ويأخذون أغصان الشجرة لأنفسهم، جاء أصحاب الأشجار وكرسوا الأشجار بأكملها لخزينة المعبد كعرض تكريمي لمنع سرقتها.
السيكامين هي شجرة متساقطة إلى شبه متساقطة وتسقط ثمارها بشكل وفير، ولهذا السبب، منع حكماء فلسطين المزارع اليهودي من زراعة مثل هذه الأشجار ضمن نصف قياسي يبعد 50 ذراعًا عن سد جاره.
يعتقد أن جميع أشجار السيكامين التي تنمو حاليًا في أرض فلسطين (Ficus sycomorus) تعتبر أنواعًا غازية، ولكنها مزروعة الآن في فلسطين. الشجرة موطنها الأصلي في شرق أفريقيا. ويُعتقد أن النوع كان موطنًا أصلا في أرض فلسطين. هناك نوع آخر من السيكامين موطنه الأصلي في القرن الأفريقي وإثيوبيا واليمن، وهو رقع.

## الملاحظات
1. ↑  في الحالة النصبية من الكلمة، أي συκαμίνῳ sykaminōi